# Lohberg (Bawaria)
Lohberg – miejscowość i gmina w Niemczech, w kraju związkowym Bawaria, w rejencji Górny Palatynat, w regionie Ratyzbona, w powiecie Cham. Leży w Lesie Bawarskim, około 30 km na wschód od Cham, nad rzeką Regen, przy granicy z Czechami.

## Dzielnice
W skład gminy wchodzą następujące dzielnice:
| - Altlohberghütte - Berghäusl - Christlhof - Eben - Ebensäge - Eggersberg - Hinterschwarzenbach - Impflgut - Lohberg | - Lohberghütte - Lohhäusl - Mooshütte - Oberhaiderberg - Scheiben - Schneiderberg - Schrenkenthal - Schwarzau - Schwarzenbach | - Seehütte - Silbersbach - Sommerau - Thürnstein - Untereggersberg - Unterhaiderberg - Zackermühle |

## Demografia
| Rok  | Liczba mieszk. |
| ---- | -------------- |
| 1970 | 1870           |
| 1987 | 2051           |
| 2000 | 2090           |

## Oświata
(na 1999)

W gminie znajduje się 50 miejsc przedszkolnych (43 dzieci) oraz szkoła podstawowa (4 nauczycieli, 82 uczniów).